# 埃爾克頓鎮區 (明尼蘇達州克萊縣)
埃爾克頓鎮區（英語：Elkton Township）是位於美國明尼蘇達州克萊縣的一個行政鎮區。

## 地方資料
埃爾克頓鎮區的面積為93.70平方千米，當中陸地面積為93.50平方千米，而水域面積為0.20平方千米。根據2020年美國人口普查的數據，當地共有人口317人，而人口密度為每平方千米3.38人。